# Ture Ara

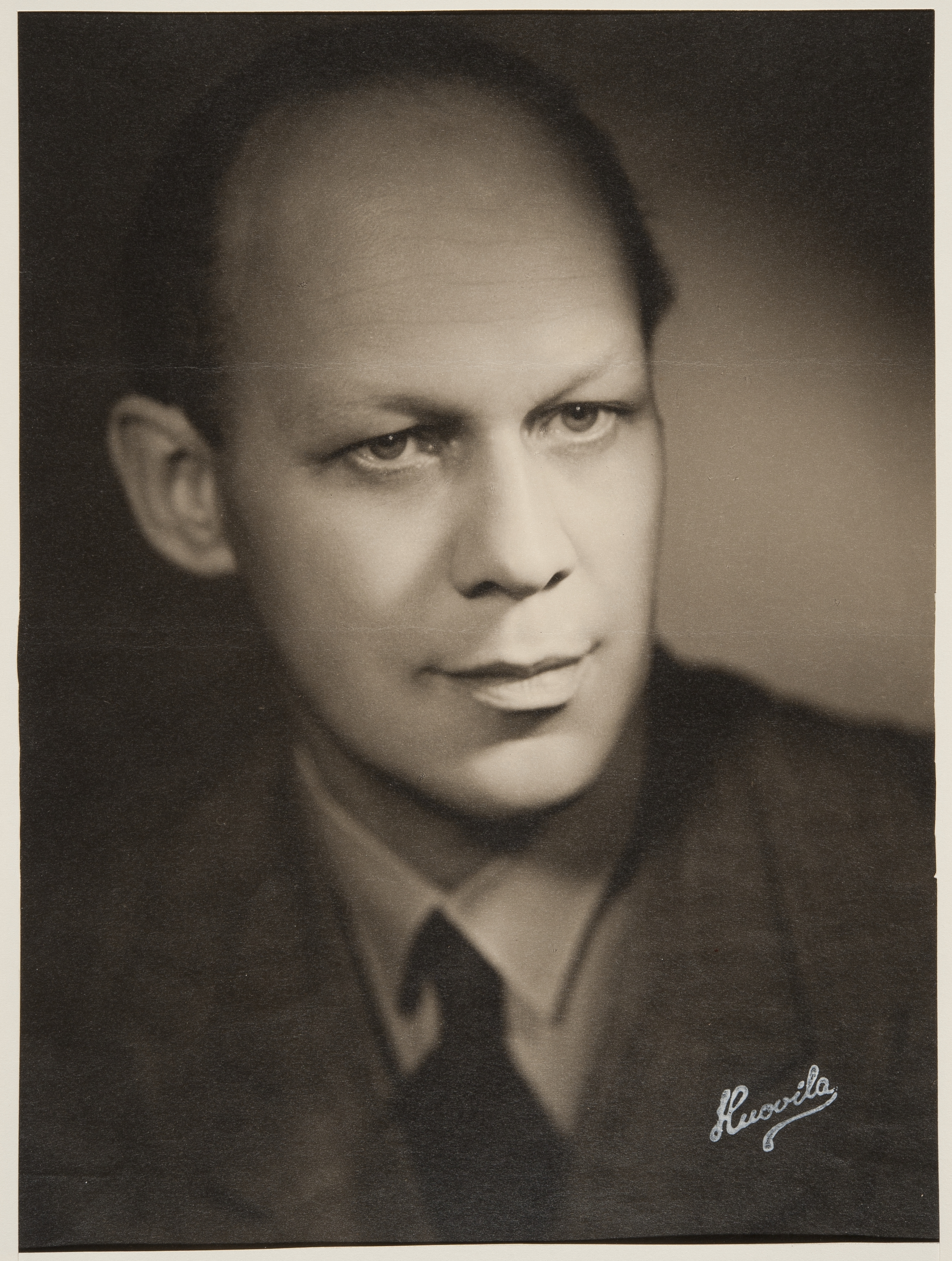
Ture Ara på 1930-talet.

Carl Henrik Lorentz Ture Ara (Åberg fram till 1928), född 29 januari 1903 i Stockholm, död 29 juli 1979 i Helsingfors, var en finländsk operasångare (tenorbaryton), skådespelare och sångpedagog. Som schlagersångare använde han pseudonymen Topi Aaltonen.
Den i Sverige födde Ara växte upp i Kexholm och studerade sång och teater vid lyceet därstädes. 1921 blev han elev vid Helsingfors musikinstitut, nuvarande Konstuniversitetets Sibelius-Akademi, och skolades under ledning av Emmy Achté, Aino Ackté och Wäinö Sola. Han hade dock givit sin första solokonsert i Kexholm. 1927 utexaminerades han från musikinstitutet och debuterade i Helsingfors. Därefter gjorde han studieresor till kontinenten; 1928 till Italien och 1930 till Tyskland. Återkommen till hemlandet anställdes han 1930 vid Svenska Teatern, varest han var verksam fram till 1953, då han övergick till Finlands nationalopera och var där engagerad fram till 1965. I början av 1930-talet utövade han sångläraryrket vid Helsingfors musikinstitut.
Som konsertsångare gästspelade han på operor i Skandinavien och Europa. Han medverkade även i filmer och var på ålderns höst aktiv som yogalärare. Han var gift med Birgit Kronström. Ara gav ut två memoarböcker: Saparo-Tuure 1973 och Viisikanta 1978.
Under grammofonfebern 1929 kallades Ara av Fazers musikaffär att spela in skivor tillsammans med Suomi Jazz Orkesteri, en amatörensemble bolaget hade bildat. Med titlarna Emma och Asfalttikukka, där den förstnämnda sålde i hela 30 000 exemplar, en hög siffra för tiden, blev Ara en pionjär inom den inhemska schlagern.